# Далёкий край
«Далекий край» (англ. The Far Country) — кинофильм 1954 года режиссёра Энтони Манна, классический вестерн.

## Сюжет
На Аляске, как и на Диком Западе, тоже была золотая лихорадка, только немного позже. События фильма происходят в 1896 году, когда она в самом разгаре. В городок на границе США и Канады приезжает крепкий парень Джефф Уэбстер (Джеймс Стюарт), для которого перегон скота является профессией и средством к существованию. Он берётся доставить крупное стадо из Сиэтла на Аляску. Однако ему не удаётся договориться о перевозке скота морем, и он решает перегонять стадо своим ходом. Проблема в том, что стадом решил завладеть нечистый на руку судья Гэннон, у которого на службе целая банда…

## В ролях
- Джеймс Стюарт — Джефф Уэбстер
- Рут Роман — Норма Касл
- Уолтер Брённан — Бен Тейтум
- Коринн Кальве — Рене Валлон
- Джон Макинтайр — судья Гэннон
- Джей С. Флиппен — Руб Моррис
- Гарри Морган — Кетчум
- Стив Броуди — Айвс
- Конни Гилкрист — Хомини
- Роберт Дж. Уилки — Мэдден
- Джек Элам — Ньюберри
- Кэтлин Фримен — Гритс
- Марджори Стэпп — девушка (в титрах не указана)